# ガルドーネ・ヴァル・トロンピア
ガルドーネ・ヴァル・トロンピア（伊: Gardone Val Trompia）は、イタリア共和国ロンバルディア州ブレシア県にある、人口約1万1000人の基礎自治体（コムーネ）。
銃器製造業の中心地であり、ベレッタなどのメーカーが本拠を置く。

## 地理

### 位置・広がり
ブレシア県西部のコムーネで、ヴァル・トロンピアに位置する。

#### 隣接コムーネ
- マルケーノ
- マローネ
- ポラーヴェノ
- サーレ・マラジーノ
- サレッツォ

### 地震分類
イタリアの地震リスク階級 (it) では、3 に分類される
。

## 行政

### 山岳部共同体
広域行政組織である山岳部共同体「ヴァッレ・トロンピア山岳部共同体」 (it:Comunità montana di Valle Trompia)  の事務所所在地である。

## 社会

### 経済・産業
イタリアにおける銃器製造業の中心地である。当地に本社を置く著名なメーカーとしては、銃器製造大手のベレッタや、高級銃のファーマスがある。
このほか、フランキ（ベレッタ傘下）やA. Uberti, Srl.、 Chiappa Firearms、Davide Pedersoli が拠点を置く。

## 姉妹都市
- Nanoro、ブルキナファソ